# Hemen

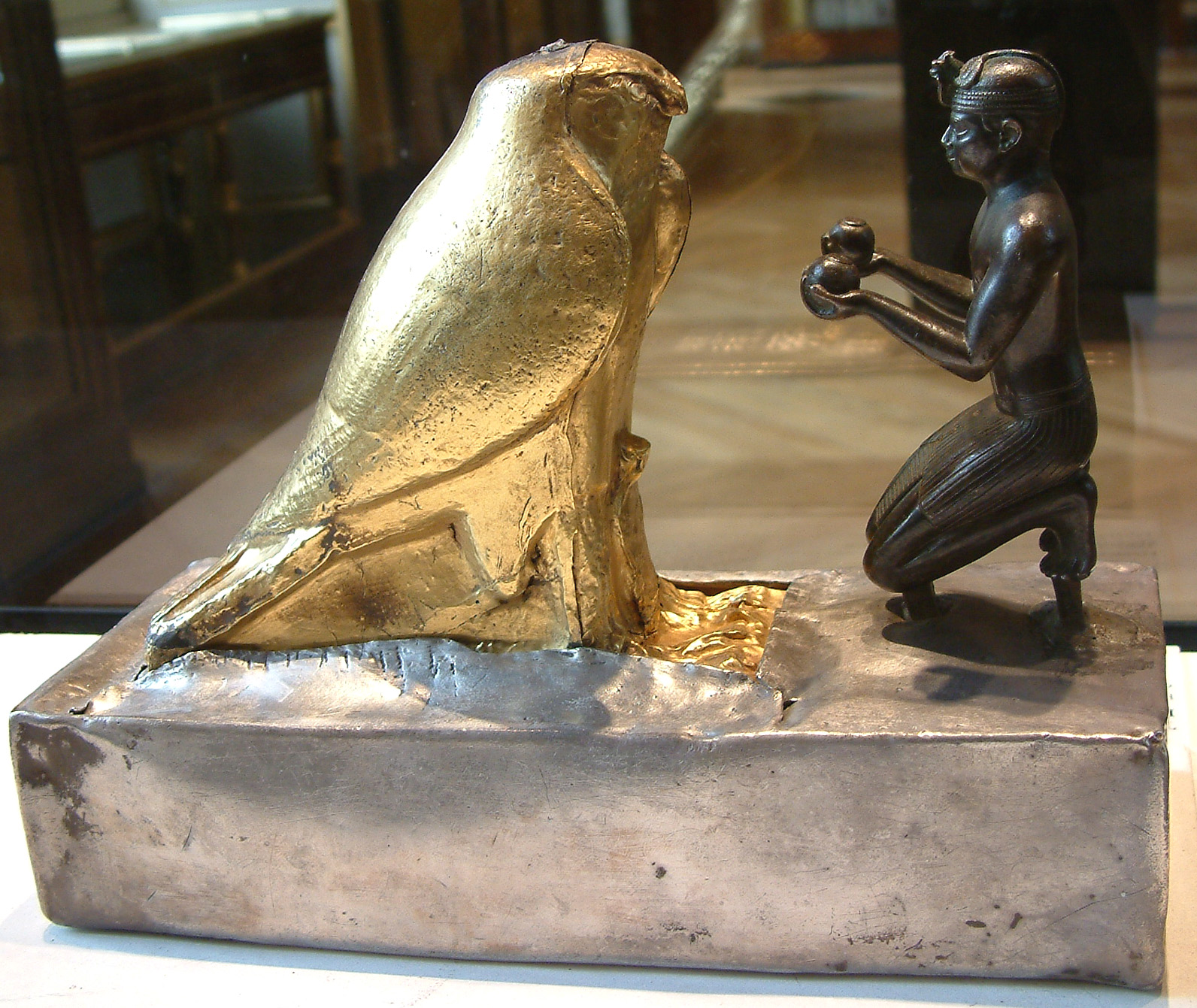
Pharao Taharqa opfert Hemen, Ausstellung Louvre

Hemen ist ein Gott der Ägyptischen Mythologie. Er war Schutzgott der oberägyptischen Stadt El-Moalla (El-Mo'alla, Hefat). Dargestellt wurde er als Falke. Es ist kaum etwas über seine Mythologie bekannt.